# La rivincita dei buoni
La rivincita dei buoni è il primo album in studio del rapper italiano Ghemon, pubblicato il 15 novembre 2007 dalla The Saifam Group.

## Descrizione
La rivincita dei buoni rappresenta il primo album ufficiale del rapper avellinese, che conferma il successo già precedentemente ottenuto con il mixtape Qualcosa cambierà Mixtape, uscito nel febbraio 2007. Con questo disco Ghemon riesce ancora una volta a distinguersi dalla classica scena hip hop italiana: infatti, l'album, caratterizzato da un lessico forbito e da testi curati e raffinati, tratta temi attuali e quotidiani con ampie riflessioni sulla vita e sulle sue sfumature.
La maggior parte delle sonorità hanno un'influenza soul e tra i tanti beatmaker svettano i nomi di Mr. Phil e DJ Shocca, considerevolmente noti nella penisola italica, e di 20Syl e Marco Polo, ormai artisti di fama mondiale.
Eccetto che nella traccia Avrei bisogno di un divano in cui al rapper olandese Pete Philly viene affidata, oltre al ritornello, anche una strofa del brano, le collaborazioni presenti in questo album sono concentrate solamente nei ritornelli cantati, nei quali Gialloman, Al Castellana, Hyst e Frank Siciliano si cimentano in modo notevole mostrando le loro capacità vocali.
I temi trattati da Ghemon si rivolgono principalmente verso problemi e argomenti diversi dalla criminalità, dalla droga e dalla violenza, e quindi sono raramente affrontati dagli altri rapper italiani: infatti, in questo disco l'artista avellinese racconta i propri pensieri passando con chiarezza da un ragazzo con molteplici paranoie, dubbi e riflessioni, alle donne e alla loro complicata psicologia.
La copertina è opera di Mecna, amico di Ghemon e membro come lui della crew Blue Nox.
La traccia Che flash è stata distribuita per il download gratuito dall'artista attraverso il suo canale Myspace, venendo tuttavia rimossa successivamente. Era in progetto un remix, in collaborazione con Marracash e Danno, del brano Voglio essere libero, ma, sebbene i tre artisti fossero concordi, l'idea venne accantonata. Il ritornello della canzone Ancora era stato precedentemente scritto e cantato dallo stesso Ghemon, in seguito rimpiazzato da Frank Siciliano che a sua volta è stato sostituito da Gialloman nella versione definitiva.

## Tracce
1. Ogni parte di te (Impro)
2. Su e giù (Mr. Phil)
3. Una vita nel giorno di Ghemon (musica: 20Syl – scratch: 20Syl)
4. Chiamami (Donuts)
5. Ancora feat. Gialloman (Fid Mella)
6. Che flash (Fid Mella)
7. La politica del tempo (Johnny) (musica: Sumo – scratch: DJ Tsura)
8. Penso a te feat. Al Castellana (Mr. Phil)
9. Voglio essere libero (Mr. Phil)
10. Fattore inatteso feat. Hyst (Donuts)
11. L'amore feat. Frank Siciliano (Frank Siciliano)
12. La rivincita dei buoni (musica: DJ Shocca – scratch: DJ Shocca)
13. Se il problema fossi io (Donuts)
14. Amare… o lasciare andare (Fid Mella)
15. Grande (DJ Shocca)
16. Avrei bisogno di un divano feat. Pete Philly (Marco Polo)
17. Fino a qui (tutto bene) (musica: Fid Mella – scratch: DJ Tsura)
18. Piccole cose (Beniamino)
19. Outro (Frank Siciliano)
20. Fuori dal finestrino feat. Frank Siciliano (Unlimited Struggle; ghost track)